# Россиоглоссум большой
Россиоглоссум большой (лат. Rossioglossum grande) — вид многолетних наземных трявянистых растений из рода Россиоглоссум семейства Орхидные, или Ятрышниковые (Orchidaceae).

## Синонимы
- Odontoglossum grande Lindl., 1840 basionym
- Odontoglossum grande var. aureum Stein, 1892
- Rossioglossum grande var. aureum (Stein) Garay & G.C.Kenn., 1976
- Rossioglossum grande f. aureum (Stein) Christenson, 2007

## Этимология
Английское название — The Large Rossioglossum (The Clown Orchid). 

В Гватемале — Boca de Tigre (пасть тигра).

## История описания
Растения найдены недалеко от города Гватемала, на высоте 2600 м над уровнем моря ботаником G. Ure Skinnera в 1839 году.

## Распространение, экологические особенности
Гватемала (Чимальтенанго, Санта-Роса), Белиз и Мексика (в южных областях штата Чьяпас).
Эпифит в горных тропических лесах на высотах от 1400 до 2600 метров над уровнем моря, в областях с выраженными сухим и влажным периодами. Во влажный период, климат помимо большого количества осадков характеризуется частой облачностью, количество света получаемого растениями так же ограничено листвой деревьев. В длительный сухой период растения подвергаются воздействию низких температур и яркого света, поскольку деревья сбрасывают листья. В это время года влажность создают только туманы и роса.
Зарегистрированные экстремальные температуры в местах естественного произрастания: 29,1 °C и 3 °C.

Относительная влажность воздуха: 70-85%.

Осадки: от 0 мм в январе до 279 мм в июле.

Средние температуры (день/ночь) от 20.2/9.1 °C в январе, до 24,6/13,5°С в мае.
Относится к числу охраняемых видов (II приложение CITES).

## Биологическое описание
Побег симподиального типа.

Туберидии собраны в плотные группы, яйцевидные или почти круглые, длиной до 4-6 см, шириной 3-5 см, блестящие, с возрастом сморщивающиеся, на верхушке несут 1-3 листа.

Ризома короткая.

Листья плотные, кожистые, тёмно-зелёные, эллиптические, заострённые, длиной до 30 см, шириной 3-5 см.

Цветонос прямостоячий, мощный, длиной до 25 см Соцветие — кисть, несёт 4-8 цветков.

Прицветники сухие, кожистые, длиной 3-4 см.

Цветки крупные, яркие, до 15 см в диаметре. Чашелистики зеленовато-жёлтые с бурыми пятнами и широкими поперечными полосами, ланцетовидные, заострённые, с волнистым краем, длиной 5-7 см, шириной 0,5-1,5 см Лепестки жёлтые, в основании буровато-красные, заострённые, с жёлтым волнистым краем, длиной 5-7 см, шириной 1-1,5 см.
Губа сидячая, кремовая с буроватыми пятнами, длиной 2-3,5 см, трёхлопастная. Боковые лопасти ушковидные, длиной 1,5-3 см; средняя — с коротким ноготком, шириной 1,5-3 см, округлая, с неглубокими выемками.
Колонка опушённая, длиной до 1 см.
Цветёт в сентябре-ноябре. Продолжительность цветения 3-4 недели.

## В культуре
Россиоглоссум большой требует более низких температур, чем близкий ему вид Rossioglossum williamsianum. Средняя дневная температура воздуха в период вегетации — 22-25 °C, средняя ночная — 11-14 °C 
Средняя дневная температура воздуха в период покоя — 20-21 °C, средняя ночная — 9-10 °C.

Относительная влажность воздуха — 70-80 %. Некоторые цветоводы сообщают о том, что ночная летняя температура может быть около 16°С, но слишком теплых дней в течение длительного периода растения не переносят. При низкой влажности в период разворачивания листьев могут возникнуть проблемы с их развертыванием.
По требованиям к свету россиоглоссум большой сходен с большинством видов рода Paphiopedilum, обычно его выращивают при 15000-20000 люкс.
Посадка в горшки и корзинки для эпифитов. Субстрат — фрагменты коры сосны средней фракции, иногда с добавлением более гигроскопичных ингредиентов (сфагнума, кокосовых чипсов и т. п.).
В период вегетации полив обильный, по мере просыхания субстрата. В период покоя полив сокращают.
Активно используется в гибридизации.

## Некоторыегибриды(грексы)
- Rossioglossum Rawdon Jester — Ros. grande × Ros. williamsianum. Создан в Великобритании Mansell and Hatcher Ltd. Был представлен на выставке в Оклахома-Сити, 19 октября 1996. Культивар «San Damiano» имел цветок 15,7 см по горизонтали и 14,6 см по вертикали[7].
- Rossioglossum Bob Hamilton — Ros. grande × Ros. Rawdon Jester. Golden Gate(Sequoia Orch.), 2006[8]
- Rossioglossum Maria Heuberger — Ros. hagsaterianum × Ros. grande. F.Glanz(H.Heuberger), 2007[8]
- Rossiostele Gay Buzz Mist — Rhynchostele bictoniensis × Ros. grande. J.Gay, 2008[8]